# Heranes I
Heranes I (em latim: Haeranes; em aramaico: Hairan), também chamado Herodes, Sétimo (português brasileiro) ou Septímio (português europeu) Herodiano (em latim: Septimius Herodianus; m. 267) foi um nobre palmireno e cogovernante daquele reino no século III, um dos Trinta Tiranos da História Augusta. Era filho de Odenato (r. 252–267) com sua primeira esposa de nome incerto e depois se torna afilhado de Zenóbia e meio-irmão de seus filhos. Aparece em 251, quando foi feito senador e senhor de Palmira (exarco), ofícios que seu pai assume no ano seguinte. Em 263, foi nomeado co-rei de reis com Odenato e mantém-se no poder até 267, quando ambos são assassinados em circunstâncias incertas, seja por motivação pessoal de Meônio, primo ou sobrinho de Odenato, ou por instigação de Zenóbia ou do imperador Galiano (r. 253–268). 

## Família
Heranes era o filho mais velho de Odenato com esposa de nome incerto, neto de Heranes, bisneto de Vabalato e tataraneto de Nasor.  Seu nome, diferente do de seu pai que era árabe, tinha origem aramaica. Devido ao segundo casamento, em data incerta, de seu pai com Zenóbia, torna-se afilhado dela e tem como meio-irmãos duas moças, cujos nomes não são conhecidos mas se sabe que se casaram, respectivamente, com o imperador Aureliano (r. 270–275) e um senador romano, e Vabalato, Heranes II e Sétimo Antíoco.  A História Augusta (HA) cita outros dois filhos de Zenóbia, chamados Hereniano e Timolau, cuja existência é questionada; alguns pensam que o primeiro era uma variante do nome de Heranes II, enquanto o segundo pode ser uma figura fabricada, um indivíduo de fato (cujo nome, aqui registrado na forma latinizada, tem a variante palmirena Taimallat) ou uma corrupção do nome de Vabalato.

## Nome
A reconstituição da vida de Heranes depende da forma como as fontes disponíveis são elencadas. A História Augusta alude ao filho de Odenato, fruto de sua relação com uma mulher de nome desconhecido antes de Zenóbia, mas chama-o Herodes. A historiografia nota Herodes como nada mais do que a corrupção do nome Heranes, permitindo associá-los. O mesmo é dito de Sétimo Herodiano, o governante em Palmira citado na inscrição de sua investidura (IGR III 1032) e num selo de cobre da Síria, e que a literatura igualmente associa como sendo Heranes; parte da literatura, a esse respeito, opta por associar Herodiano com Heranes II. Para Udo Hartmann, a diferença gráfica entre Heranes e Herodiano se deve a linguagem usada na inscrição (Herodiano seria a variante grega), implicando que seu nome era Heranes Herodiano/Herodes.

## Vida

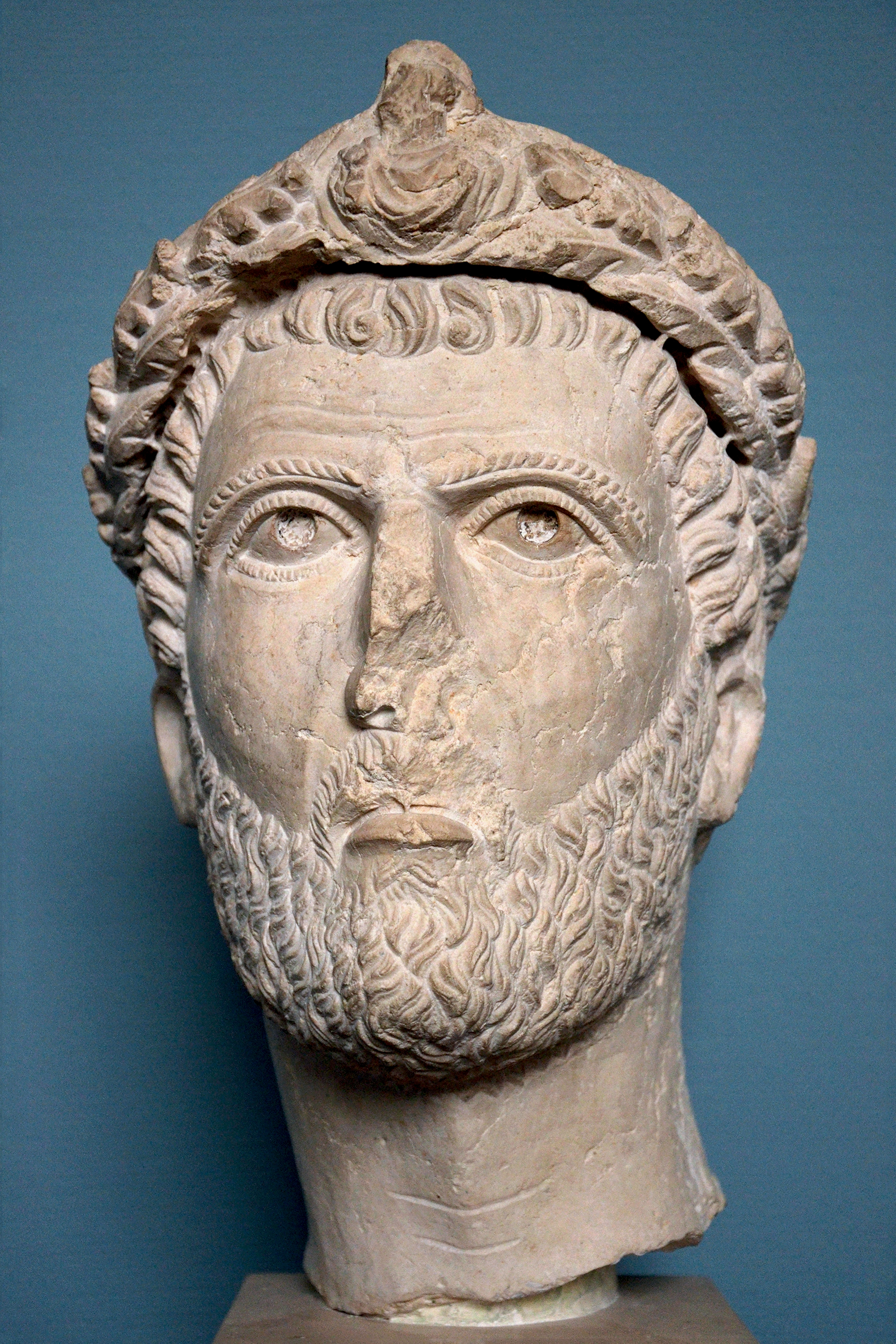
Possível busto de Odenato em calcário.
Gliptoteca Ny Carlsberg, Copenhague

Seu surgimento no registro histórico acompanha o surgimento de seu pai. Quando Odenato aparece, no começo dos anos 250, sua primeira mulher estava morta e Heranes era crescido. A HA afirma que ele era o mais efeminado dos homens, totalmente oriental e entregue ao luxo grego, pois tinha tendas e pavilhões bordados com tecido de ouro e tudo à persa. Para Richard Stoneman, livre da validade da afirmação, ela indica a opulência da corte palmirena nesse período. Além disso, para o mesmo autor, Heranes é honrado liderando um exército vitorioso contra o Império Sassânida (persas), embora não se saiba em qual campanha, permitindo relativizar o peso da afirmação da HA. A mesma fonte ainda indica que Odenato, obedecendo aos modos do filho e movido pelos estímulos da indulgência de um pai, deu-lhe todas as concubinas do rei e as riquezas e joias que capturou.
Em inscrição datada de outubro de 251, Heranes é registrado como senador e senhor de Palmira (exarco); noutra, de 252, seu pai aparece com o mesmo título. Pouco depois, foi coroado rei de reis por Odenato; a evidência à coroação é uma dedicação não datada encontrada inscrita na base de uma estátua de Palmira. A dedicação foi feita por Sétimo Vorodes como duúnviro, um ofício que ocupou entre 263 e 264; Udo Hartmann, com base nisso, disse que a coroação ocorreu em 263. A dedicação também implica que Heranes derrotou um exército persa no rio Orontes.
Heranes foi provavelmente assassinado com seu pai sob circunstâncias incertas em 267. A HA apresenta três versões diferentes: na Vida de Galiano, afirma que foram traiçoeiramente mortos pelo primo de Odenato, Meônio, no tempo que os citas (nesse caso godos) estavam invadindo o Império Romano; na Vida de Odenato, afirma que após pôr todos os assuntos do Oriente em ordem, Odenato foi morto com Heranes por Meônio; na Vida de Meônio, diz-se que Meônio matou-os por inveja e por estar em conluio com Zenóbia, que não suportava a ideia de seu afilhado estar em posição superior a seus filhos. Zósimo disse que o assassinato ocorreu em Emessa durante a celebração de um aniversário de um amigo de Odenato, enquanto João de Antioquia afirmou que o evento foi fruto de uma conspiração do imperador Galiano (r. 253–268), a quem Odenato respondia como representante imperial no Oriente.
Para João Zonaras, o assassinato foi motivado por uma disputa durante uma caça. Segundo o relato, Meônio acompanhou Odenato numa caçada e atirou a lança contra o animal primeiro, matando-o. Odenato se enfureceu e ameaçou-o, mas Meônio fêz o mesmo e foi punido com o confisco de seu cavalo, algo tido como insultuoso. Meônio ameaçou-o e foi posto em correntes. Depois, Heranes pede a Odenato que Meônio fosse libertado, e quando Odenato estava bêbado, Meônio matou ele e Heranes. Para Richard Stoneman, Meônio, para além da suposta relação conspiratória com Zenóbia, deve ser entendido como rival ao trono ou membro de um grupo que desaprovava a atitude amigável de Odenato em relação ao Império Romano.